# Дубъсари
Дубъсари (на румънски: Dubăsari) е град в Молдова. Населението му е 25 060 жители (2014 г.). Намира се в часова зона UTC+2. Името на града е с архаичен румънски произход и означава „лодкари“.

## Личности
- Николай Василиевич Склифосовски (1835 – 1904), руски лекар, хирург, анатом, и педагог.[3]